# Odei Jainaga
Odei Jainaga Larrea (Eibar, 14 ottobre 1997) è un giavellottista spagnolo.

## Biografia
Figlio della giavellottista Cristina Larrea, campionessa nazionale spagnola dal 1992 al 1994, Jainaga ha esordito internazionalmente nel 2016 prendendo parte ai Mondiali under 20 in Polonia. L'anno successivo entra a far parte della nazionale seniores in occasione degli Europei a squadre e vince il primo titolo nazionale.

Nel 2018 è il primo atleta spagnolo ad effettuare un lancio oltre gli 80 metri,  primato poi ceduto brevemente a Manu Quijera (fratello di Nicolás Quijera) l'anno successivo per poi rifarlo proprio a partire dall'estate 2020, e assicurandolo ad 84,80 metri nel corso degli Europei a squadre 2021 in Polonia, dove ha vinto la medaglia di bronzo.

## Record nazionali
- Lancio del giavellotto: 84,80 m ( Chorzów, 29 maggio 2021)

## Palmarès
| Anno | Manifestazione          | Sede      | Evento                 | Risultato | Prestazione | Note |
| ---- | ----------------------- | --------- | ---------------------- | --------- | ----------- | ---- |
| 2016 | Mondiali U20            | Bydgoszcz | Lancio del giavellotto | 34º (q)   | 63,63 m     |      |
| 2017 | Europei U23             | Bydgoszcz | Lancio del giavellotto | 15º (q)   | 69,07 m     |      |
| 2018 | Giochi del Mediterraneo | Tarragona | Lancio del giavellotto | 8º        | 63,51 m     |      |
| 2021 | Giochi olimpici         | Tokyo     | Lancio del giavellotto | 29º (q)   | 73,11 m     |      |

## Altre competizioni internazionali
2021
- Bronzo agli Europei a squadre ( Chorzów), lancio del giavellotto - 84,80 m

## Campionati nazionali
- 3 volte campione nazionale nel lancio del giavellotto (2017, 2020, 2021)